# Plateau Hikurangi

Il plateau Hikurangi è una delle maggiori suddivisioni del continente Zealandia.

Il plateau Hikurangi è un plateau oceanico dell'Oceano Pacifico meridionale situato a est dell'Isola del Nord della Nuova Zelanda.
Fa parte di una grande provincia ignea assieme al plateau di Manihiki e al plateau di Ontong Java, situati rispettivamente 3.000 km e 3.500 km a nord di Hikurangi.
Il nome del plateau è associato al monte Hikurangi, che nella mitologia Maori fu la prima parte dell'isola del Nord a emergere dall'oceano.

## Caratteristiche
Il plateau Hikurangi copre un'area di circa 400 000 km2 a una profondità di circa 2.500-3.000 m al di sotto del livello del mare.
Il plateau è intersecato dal canale Hikurangi, un canale abissale lungo 2000 km che parte da Kaikoura e corre lungo la fossa di Hikurangi fino alla penisola Mahia, prima di intersecare il plateau e terminare nella piana abissale del Pacifico sudoccidentale.